# Овсієнко Сергій Адамович
Сергій Адамович Овсієнко (нар. 1 травня 1953, с. Германівка Обухівського р-ну Київської області — пом. 25 січня 2016, Київ) — український математик, алгебраїст, спеціаліст з теорії зображень,  гомологічної алгебри, {\displaystyle A_{\infty }} категорій, теорії кілець. Доктор фізико-математичних наук, професор.

## Життєпис
Сергій Адамович Овсієнко народився у старовинному селі Германівка (у 1944–87 рр. – село Красне-2) Обухівського району Київської області. Його батьки – за освітою філологи – рано помітили математичні здібності сина і всіляко сприяли їх розвиткові. У 1967 р. Сергій вступає до Республіканської фізико-математичної школи-інтернату при Київському державному університеті ім. Т. Г. Шевченка, яку закінчує в 1970 р. із золотою медаллю. Його вчителем математики у ФМШ був В. А. Вишенський. У шкільні роки Сергій брав активну участь в Українських та Всесоюзних математичних олімпіадах для школярів, завжди був серед переможців. 
У 1970 р. С. А. Овсієнко вступає на механіко-математичний факультет Київського університету. Уже з першого курсу, насамперед, під впливом професора Л. А. Калужніна, починає активно цікавитися алгеброю. 

## Науковий шлях
Після закінчення з відзнакою в 1975 р. механіко-математичного факультету Сергій Адамович вступає до аспірантури Інституту математики АН УРСР (науковий керівник – доктор фізико-математичних наук, професор А. В. Ройтер), де в 1978 році успішно захистив кандидатську дисертацію на тему "Квадратичні форми в теорії зображень". У 1978–1982 рр. працює в Інституті математики, спочатку інженером, потім молодшим науковим співробітником. У 1982 р. С. А. Овсієнко повертається на механіко-математичний факультет, з яким більше не розлучається. Спочатку він працює в науково-дослідній частині університету на посадах молодшого і згодом старшого наукового співробітника, а потім стає завідувачем лабораторії. У 1988 р. С. А. Овсієнко переходить на викладацьку роботу на кафедру алгебри і математичної логіки, де пройшов усі щаблі: асистент, доцент, професор. Він був яскравим і неординарним педагогом, багато колишніх студентів механіко- математичного факультету з вдячністю згадують його лекції з алгебри і теорії чисел, лінійної алгебри, прикладної алгебри, різноманітних спецкурсів, які він читав з натхненням, ентузіазмом і глибоким почуттям гумору. З 1991 до 1998 був членом Фонду Александра фон Гумбольдта. 
У 2006 р. Сергій Адамович успішно захистив докторську дисертацію на тему "Категорні методи в теорії зображень" (науковий консультант – доктор фізико-математичних наук, професор Ю. А. Дрозд). До сфери його наукових інтересів насамперед належала теорія зображень – він був одним із провідних представників добре відомої в математичному світі Київської школи з теорії зображень. Разом із Ю. Дроздом і В. Футорним він увів новий клас зображень – зображення Харіш–Чандри, а разом з В. Футорним, А. Молевим і В. Мазорчуком розробив теорію таких зображень для повної лінійної алгебри Лі, а також для обмежених алгебр струмів та янґіанів. Зокрема, він встановив існування зображень Харіш–Чандри з довільним характером. Разом із Ю. Дроздом і Б. Гузнером він побудував серії простих модулів над узагальненими алгебрами Вейля. Значним є його внесок у розробку теорії матричних задач – нового розділу теорії зображень, створеного переважно київськими алгебраїстами. Їй були присвячені перші наукові праці С. А. Овсієнка, і нею він активно займався усе життя. 
Наукові інтереси С. А. Овсієнка не обмежувалися теорією зображень. Із понад 80 його наукових праць багато стосуються алгебраїчної геометрії, теорії асоціативних алгебр і модулів над ними, теорії алгебр Лі, комбінаторики, теорії категорій, гомологічної алгебри. Великий цикл його праць, частково, у співробітництві з В. Мазорчуком і німецькими математиками С. Кенігом і К. Штропель, присвячено теорії квазіспадкових і більш широких класів стратифікованих алгебр. Він глибоко вивчив зв’язки квазіспадкових алгебр з матричними задачами, дослідив їх гомологічні властивості, встановив існування і єдиність борелівських підалгебр у кожному класі Моріта еквівалентності квазіспадкових алгебр, розробив теорію двоїстості у їх похідних категоріях, узагальнив конструкцію дуальної алгебри за Рінгелем. 
Сергій Адамович користувався авторитетом серед своїх колег як науковець і як викладач – він був членом спеціалізованих вчених рад із захисту дисертацій при Київському університеті і при Інституті математики НАН України, членом редколегій ряду математичних видань як в Україні, так і за кордоном. Серед учнів С. А. Овсієнка 4 кандидати наук, багато студентів писали свої дипломні роботи під його керівництвом. Нині всесвітньо відомі вчені В. Футорний, В. Бавула, В. Мазорчук з вдячністю згадують С. А. Овсієнка, який відіграв істотну роль у їхньому становленні як математиків. С. А. Овсієнко був стипендіатом фонду імені Гумбольдта (ФРН), брав активну участь у поглибленні співпраці українських і німецьких математиків. Завдяки йому багато молодих математиків з України побували на стажуванні в наукових центрах різних міст Німеччини та інших країн. 
У 2009 році — організатор виставки Imaginary у Києві.
У 2012 р. у зв'язку з хворобою С. А. Овсієнко змушений був полишити викладацьку роботу і перейшов на посаду старшого наукового співробітника наукового-дослідницької частини механіко-математичного факультету університету Шевченка.

## Основні праці
Є автором близько 70 наук. та наук.-метод. робіт.
- Bimodule and matrix problems, Progress in Mathematics, Vol. 173, Birkhäuser, 1999;
- Strongly nilpotent matrices and Gelfand — Zetlin modules, Linear Algebra and Its Applications, 365 (2003);
- Finitistic dimension of properly stratified  algebras, Advances  in  Mathematics,  186  (2004);
- Harish-Chandra Modules For Yangians, American Mathematical Society Journal of Representation Theory,  9  (2005)  (у  співав.);
- Kostant Theorem For Special Filtered Algebras, Bulletin London Mathematical Society, 37 (2005) (у співав.).